# Korpskär (sydväst om Vänö, Kimitoön)
Korpskär är en ö i Finland. Den ligger i Skärgårdshavet och i kommunen Kimitoön i landskapet Egentliga Finland, i den sydvästra delen av landet. Ön ligger omkring 65 kilometer söder om Åbo och omkring 160 kilometer väster om Helsingfors.
Öns area är 14,1 hektar och dess största längd är 0,8 kilometer i öst-västlig riktning. Det finns inga samhällen i närheten.